# Брос, Хуго
Хуго Анри Брос, или Уго Анри Броос (нидерл. Hugo Henri Broos; 10 апреля 1952, Гримберген, Бельгия), — бельгийский футболист, защитник, известный по выступлениям за «Андерлехт» и сборную Бельгии. Участник чемпионата мира 1986 года. После завершения игровой карьеры стал тренером. С 2022 года главный тренер сборной ЮАР.
В 1988 году начал карьеру тренера. Брос четыре раза был признан лучшим тренером Бельгии. Все его успехи были связаны с работой в своих бывших клубах «Андерлехте» и «Брюгге».

## Клубная карьера
Брос — воспитанник футбольной академии клуба «Андерлехт». В 1970 году он дебютировал за команду в Жюпиле лиге. В «Андерлехте» Хуго выступал на протяжении 13 сезонов и помог клубу трижды выиграть чемпионат, четыре раза завоевать Кубок Бельгии. Брос также успешно выступал за команду на международной арене, дважды став обладателем Суперкубка УЕФА и Кубка обладателей кубков. В 1983 году он завоевал Кубок УЕФА. В том же году Брос покинул «Андерлехт» и перешёл в стан принципиального соперника — «Брюгге». В команде он провёл пять лет и ещё по разу стал чемпионом и обладателем кубка страны, а также впервые выиграл Суперкубок Бельгии.

## Карьера в сборной
В 1974 году Брос дебютировал за сборную Бельгии. В 1986 году он поехал на чемпионат мира в Мексику. На турнире Хуго принял участие во встречах против сборных Мексики, Испании и Парагвая.

## Достижения

### Игровые
«Андерлехт»
- Чемпион Бельгии (3): 1971/72, 1973/74, 1980/81
- Обладатель Кубка Бельгии (4): 1971/72, 1972/73, 1974/75, 1975/76
- Обладатель Кубка УЕФА: 1982/83
- Обладатель Суперкубка УЕФА (2): 1976, 1978
- Обладатель Кубка кубков УЕФА (2): 1975/76, 1977/78

«Брюгге»
- Чемпион Бельгии: 1987/88
- Обладатель Кубка Бельгии: 1985/86

### Тренерские
«Брюгге»
- Чемпион Бельгии (2): 1991/92, 1995/96
- Обладатель Кубка Бельгии (2): 1994/95, 1995/96
- Обладатель Суперкубка Бельгии (4): 1991, 1992, 1994, 1996

«Андерлехт»
- Чемпион Бельгии: 2003/04

Сборная Камеруна
- Обладатель Кубка африканских наций: 2017

Сборная ЮАР
- Бронзовый призёр Кубка африканских наций: 2023